# Michail Petrowitsch Wassiljew

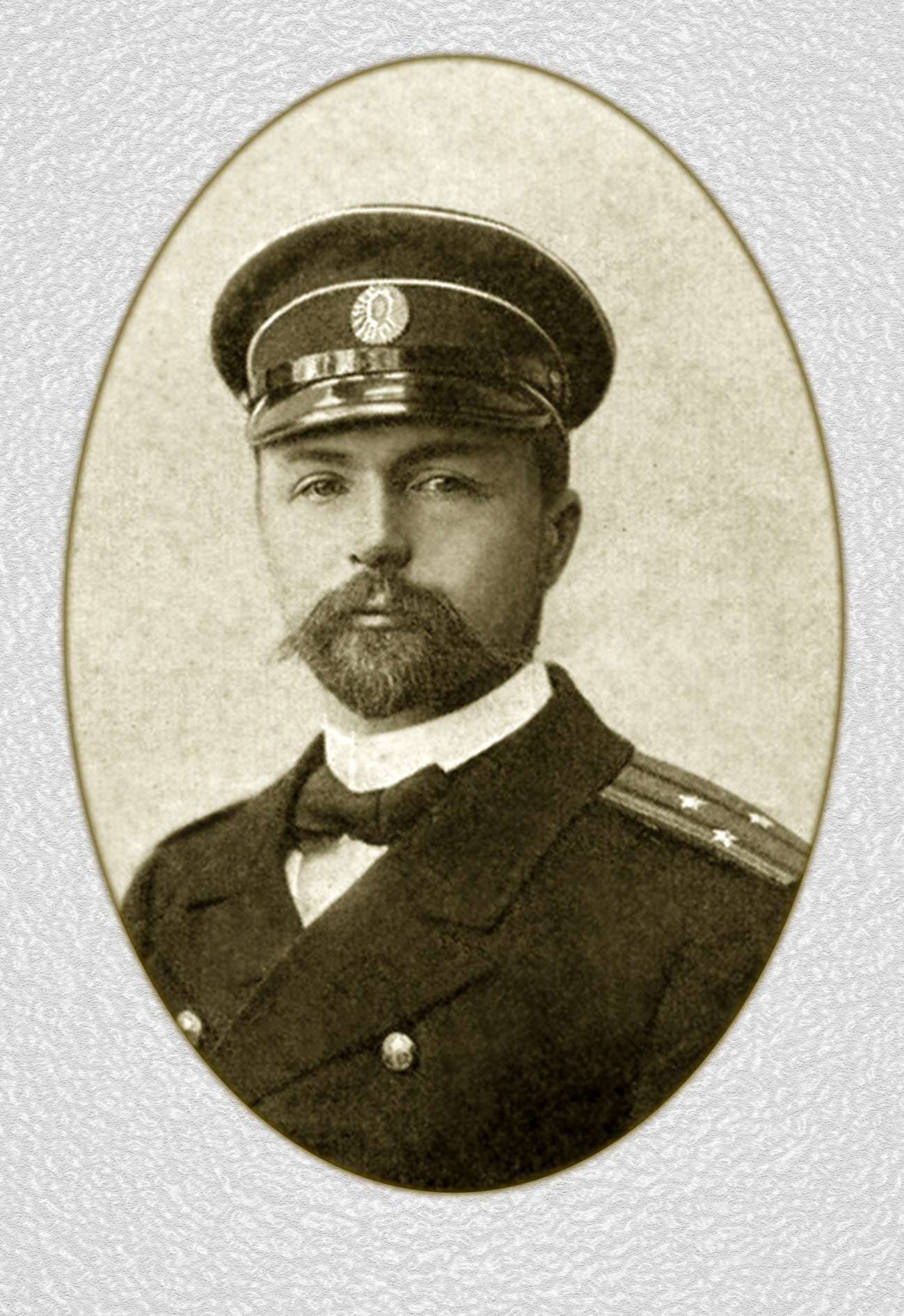
Michail Petrowitsch Wassiljew

Michail Petrowitsch Wassiljew (russisch Михаил Петрович Васильев, wiss. Transliteration Michail Petrovič Vasil'ev; * 17. Oktoberjul. / 29. Oktober 1857greg. in Piotrków Trybunalski, Kongresspolen; † 31. Märzjul. / 13. April 1904greg. gefallen vor Port Arthur) war ein Offizier der russischen Marine.
Er wurde 1899 Kommandant des ersten russischen Eisbrechers Jermak. Mit diesem Schiff befuhr er die Gewässer um Spitzbergen und Nowaja Semlja. Im Russisch-Japanischen Krieg war er Kommandant des Linienschiffs Petropawlowsk. Das Flaggschiff der russischen Pazifikflotte unter Admiral Makarow lief am 13. April 1904 in der Bucht von Port Arthur auf eine japanische Ankertaumine und sank innerhalb weniger Minuten. Zusammen mit dem Großteil der Besatzung und dem berühmten Maler Wassili Wassiljewitsch Wereschtschagin kam auch Wassiljew beim Untergang des Schiffs ums Leben.